# Teen Age Riot
Teen Age Riot è un singolo del gruppo musicale statunitense Sonic Youth, pubblicato nel 1988 come primo estratto dall’album in studio Daydream Nation. Il brano fu trasmesso spesso dalle stazioni radio di rock moderno, aumentando considerevolmente il loro pubblico (assieme all’album stesso).
"Teen Age Riot" è una delle canzoni più celebri dei Sonic Youth ma rimane una rarità nel loro repertorio, dal momento che consiste nella classica struttura della canzone pop verso-ritornello. È stata inclusa nella lista delle 500 canzoni che dato hanno forma al rock and roll dalla Rock and Roll Hall ed è presente nel videogioco Rock Band 2.
"Teen Age Riot" fu l’ultima canzone suonata dal vivo dal gruppo nel loro ultimo concerto all’SWU Festival di San Paolo, Brasile, il 14 novembre 2011.

## Musica e testo
La canzone parla di una realtà alternativa dove J Mascis è il Presidente degli Stati Uniti d’America. Nelle note di copertina dell’edizione deluxe di Daydream Nation, Byron Coley cita Thurston Moore su "Teen Age Riot": "In realtà riguarda il nominare J Mascis come presidente alternativo de facto".
La versione dell’album della canzone consiste di due parti distinte. L’introduzione vede una melodia di chitarra ripetitiva e ipnotica e Kim Gordon che recita alla maniera di un flusso di coscienza espressioni come: "You're it, no you're it / Say it, don't spray it / Miss me, don't dismiss me / Spirit desire / We will fall." ("We Will Fall" è un riferimento alla canzone degli Stooges' con lo stesso nome dal loro album di debutto eponimo). Dopo 80 secondi, tutti gli strumenti si fermano e Moore si inserisce con un rapido, distorto e rumoroso riff di chitarra che apre la sezione principale della canzone. Il riff porta a una dinamica melodia di chitarra che dura per il resto del brano con la melodia vocale cantata da Moore. Il riff che apre la canzone viene ripetuto più avanti, con tutti gli strumenti che accompagnano in un interludio che porta al finale.
Come molte canzoni dei Sonic Youth le chitarre sono accordate in maniera non convenzionale.
Alcune versioni dal vivo di "Teen Age Riot" omettono la parte iniziale cantata da Gordon, in particolare nella versione dal vivo registrata e pubblicata nella versione deluxe di Daydream Nation. Quella parte non è presente nemmeno nel video musicale.

## Accoglienza
Mark Deming di AllMusic ha descritto "Teen Age Riot" come "una gioia da viaggio", lodandola come "un’esperienza gloriosa”. Secondo Greg Kot del Chicago Tribune, la canzone è "una delle migliori della band". Michael Hand del Guardian l’ha nominata la migliore di Daydream Nation. Nitsuh Abebe di Pitchfork ha lodato il brano, definendolo come "la più gloriosa e accessibile canzone pop della carriera [dei Sonic Youth]". Robert Palmer di Rolling Stone ha parlato anch’egli positivamente di "Teen Age Riot".
Nel 2021 è stata classificata alla posizione 157 nella lista delle 500 migliori canzoni di tutti i tempi di Rolling Stone.

## Performance in classifica
Negli Stati Uniti, "Teen Age Riot" debuttò al 28º posto nella classifica Alternative Airplay del 24 dicembre1988. Nel corso dei mesi successivi, la canzone salì lentamente sino al numero 20 del 4 febbraio 2024. In totale ha trascorso nove settimane consecutive in classifica.

## Video musicale
Il video della canzone fu il quarto per i Sonic Youth, escludendo il progetto a basso budget Ciccone Youth; esso è diretto dalla stessa band. Il video vede diverse clip di icone della musica alternativa, come Mascis, Mark E. Smith, Johnny Thunders, Neil Young, Patti Smith, Iggy Pop, Sun Ra, D. Boon, Mike Watt, Ian MacKaye, Henry Rollins, Nick Cave, Tom Waits, Blixa Bargeld e i Kiss.

## Tracce e formati
Singolo 12 pollici UK e US
Testi e musiche di Gordon, Moore, Ranaldo, Shelley.
1. Teen Age Riot – 3:50
2. Silver Rocket – 3:47
3. Kissability – 3:08

Singolo flexi disc 7 pollici UK e US
Testi e musiche di Gordon, Moore, Ranaldo, Shelley.
1. Teen Age Riot – 6:39